# Barbatula
Barbatula – rodzaj ryb karpiokształtnych z rodziny Nemacheilidae.

## Klasyfikacja
Gatunki zaliczane do tego rodzaju:
- Barbatula altayensis
- Barbatula barbatula – śliz pospolity[3], śliz[4], śliz zwyczajny[5]
- Barbatula compressirostris
- Barbatula dgebuadzei
- Barbatula golubtsovi
- Barbatula potaninorum
- Barbatula quignardi
- Barbatula sawadai
- Barbatula sturanyi
- Barbatula toni – śliz syberyjski[4]
- Barbatula zetensis

Gatunkiem typowym jest Cobitis barbatula (B. barbatula).

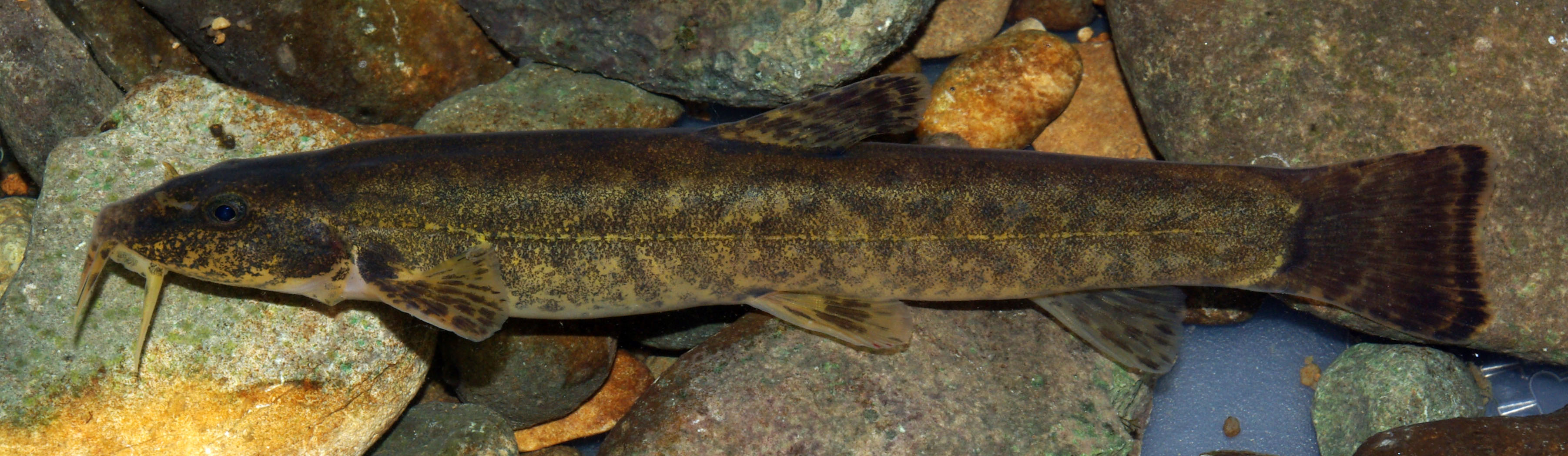
Barbatula quignardi